# Język newarski
Język newarski, newari lub newar (newari: नेपाल भाषा Nepal bhasza, również Newah bhaye) – język z grupy tybeto-birmańskiej rodziny języków chińsko-tybetańskich. Używany głównie przez ponad 800 tys. Newarów, zamieszkujących Dolinę Katmandu w Nepalu. Posiada bogatą tradycję literacką (zapoczątkowaną pod koniec XIV w., z pierwszymi zapiskami w XII w.). Zapisywany jest alfabetem dewanagari.
Mimo przynależności do rodziny chińsko-tybetańskiej, język newarski wykazuje też pewne podobieństwa do języków indoirańskich.
Do lat 60. XX w. pozostawał jednym z najbardziej znaczących języków Nepalu i służył jako lingua franca Doliny Katmandu (był przyswajany również przez osoby z zewnątrz). Dziś nie odgrywa dominującej roli w regionie. Pomimo stosunkowo dużej liczby użytkowników uchodzi za zagrożony wymarciem. Zaobserwowano, że w większości rodzin nie jest przekazywany dzieciom. Znajduje się pod presją języka nepalskiego, a także języka angielskiego. 
Określenie „newari” ma charakter kontrowersyjny, gdyż zawiera w sobie sufiks -i (co bywa postrzegane jako przejaw „indianizacji” nazwy języka). 

## System fonetyczny

### Samogłoski
| Dewanagari     | अ   | आ    | इ   | ई    | उ   | ऊ    | ए    | ऐ    | ओ    | औ    | अं    | अः    | ऋ    | ॠ     | ऌ     | ॡ      |
| -------------- | --- | ---- | --- | ---- | --- | ---- | ---- | ---- | ---- | ---- | ---- | ---- | ---- | ----- | ----- | ------ |
| Transliteracja | a   | aa   | i   | ii   | u   | uu   | e    | ai   | o    | au   | am   | aha  | ru   | Ru    | lru   | lRuu   |
| IPA            | /ə/ | /ɑː/ | /i/ | /iː/ | /u/ | /uː/ | /eː/ | /əi/ | /oː/ | /əu/ | /əⁿ/ | /əʰ/ | /ru/ | /ruː/ | /lru/ | /lruː/ |

### Spółgłoski
| क                | ख         | ग                    | घ                        | ङ       |
| ---------------- | --------- | -------------------- | ------------------------ | ------- |
| k /k/            | kha /kʰ/  | g /g/                | gh /gʰ/                  | gn /ŋ/  |
| च                | छ         | ज                    | झ                        | ञ       |
| ch /cɕ/ lub /ts/ | chh /cɕʰ/ | j lub z /ɟʝ/ lub /z/ | jh lub zh /ɟʝʰ/ lub /zʰ/ | tra /ɲ/ |
| ट                | ठ         | ड                    | ढ                        | ण       |
| t /ʈ/            | th /ʈʰ/   | d /ɖ/                | dh /ɖʰ/                  | n /ɳ/   |
| त                | थ         | द                    | ध                        | न       |
| t /t̪/            | th /t̪ʰ/   | d /d̪/                | dh /d̪ʰ/                  | n /n̪/   |
| प                | फ         | ब                    | भ                        | म       |
| p /p/            | f /f/     | b /b/                | bh /bʰ/                  | m /m/   |
| य                | र         | ल                    | व                        |         |
| y /j/            | r /r/     | l /l/                | v /v/                    |         |
| श                | ष         | स                    | ह                        |         |
| sh /ʃ/           | sh /ʃ/    | s /s/                | h /h/                    |         |
| क्ष               | त्र        | ज्ञ                   |                          |         |
| ksh /ɭ/          | tra /kʃ/  | gny /d̪n/             |                          |         |